# سيموفنت 47/32
سيموفنت 47/32 (بالإيطالية : Semovente 47/32) كانت مدفعية ذاتية الحركة بنيت في الحرب العالمية الثانية. تم صنعها بتركيب المدفع النمساوي الأصل الذي هو (Cannone da 47/32 M35) على بنية فوقية تشبه الصندوق المكشوف. تم استخدام بعضها كدبابات قيادة حيث تم تركيب راديو بدلا من المدفع الرئيسي الذي كان هو مدفع رشاش عيار 8 مم المتنكر على شكل مدفع عيار 47 مم لإبعاد الأنظار عنها. حوالي 300 من هذه المدرعة تم بناؤها من سنة 1941 فصاعدا. كانت سيموفنت 47/32 أكثر مدرعة إيطالية قوة على طول الجبهة الشرقية في الوحدات الإيطالية المقاتلة بجانب الوحدات الألمانية. في الحرب العالمية الثانية 
بعد الهدنة الإيطالية مع الحلفاء سبتمبر 1943، استولى الألمان على كل هذه المدرعات واستخدموها لصالحهم الخاص، كما صدر بعضها إلى تابعتهم كرواتيا. استخدمت أول مرة سنة 1942. 

## التصميم
وجد في معارك شمال إفريقيا أن دبابات الجيش الإيطالي غير كافية. فمثلا كان عيار مدفع دبابة 40/L6 هو 37 مم فقط. لذلك تم تركيب المدفع النمساوي على هيكل الدبابة فيات 40/L6 لتصبح ذات تأثير أقوى وأكبر في جو الحرب السائدة آنذاك.

## الأنواع
- سيموفنت إل.3 دا 47/32، مدفع مضاد للدبابات عيار 47 مم على دبابة كارو فيلوتشي 33 (درع المدفع هو الوحيد الذي يوفر حماية).
- سيموفنت إل.40 دا 47/32، مدفع مضاد للدبابات عيار 47 مم على هيكل دبابة فيات إل 40/6.
- مركبة قيادة.

## وصلات خارجية
- Semovente 47/32 su L6/40 at wwiivehicles.com
- SEMOVENTE L.40 da 47/32 at comandosupremo.com